# Триандис, Гарри
Гарри Хараламбос Триандис (1926 — 1 июня 2019) — американский психолог, был почетным профессором факультета психологии Иллинойсского университета в Урбане-Шампейне. Его считали пионером межкультурной психологии. Исследования Триандиса были сосредоточены на когнитивных аспектах отношений, норм, ролей и ценностей в разных культурах.

## Образование и карьера
Триандис родился в Патрасе, Греция, 16 октября 1926 года. Во время Второй мировой войны он выучил четыре иностранных языка и проявил интерес к различиям между культурами. Знакомство с людьми из разных европейских стран вдохновило его на исследование культурных различий в их мышлении. В возрасте двадцати лет Триандис переехал в Канаду, где в 1951 году окончил университет Макгилла. Получил степень магистра по коммерции в Университете Торонто. В течение этого времени он заинтересовался психологией и продолжил образование в этой области. В 1958 году получил докторскую степень по социальной психологии в Корнеллском университете. Долгое время являлся почетным профессором факультета психологии Университета Иллинойса в Урбане-Шампейне. Первый вклад проф. Триандиса в области межкультурной психологии включал разработку нескольких метрик культурной зависимости. Он был президентом нескольких академических обществ, таких как Международная ассоциация межкультурной психологии (1976), Межамериканское общество психологии (1987—1989), Ассоциация прикладной психологии (1990—1994)), а также отделов 8 и 9 Американской психологической ассоциации в 1977 и 1976 годах соответственно. Триандис был также известен своими обширными исследованиями индивидуализма и коллективизма. Скончался в Карлсбаде, штат Калифорния 1 июня 2019 года, в возрасте 92 лет

## Награды и почести
- Премия за вклад в карьеру, Общество личности и социальной психологии (2011)[16]
- Награда за пожизненные пожертвования, Международная академия межкультурных исследований (2004)[17]
- Премия выдающегося международного психолога, Американская психологическая ассоциация (2002)[18]
- Премия им. Джеймса МакКин Кэттелл, Американское психологическое общество (1996)[19]
- Премия за выдающийся вклад в международную психологию, Американская психологическая ассоциация (1994)[7]
- Премия за выдающегося лектора года, Американская психологическая ассоциация (1994)[20]
- Премия Отто Клайнберга, Общество психологического изучения социальных проблем (1994)[21]
- Centennial Citation, Американская Психологическая Ассоциация (1992)[22]
- Заслуженный профессор Фулбрайта в Индии (1983)[23]
- Почетный член Международной ассоциации межкультурной психологии (1982)[24]
- Премия Межамериканской Психологии, Межамериканское Общество Психологии (1981)[25]

## Избранные труды
- Triandis, Harry S. 1995. Individualism And Collectivism (New Directions in Social Psychology). ISBN 978-0813318509
- Triandis, Harry S. 1994. Culture and Social Behavior. ISBN 978-0070651104
- Triandis, Harry S. 1977. Interpersonal Behavior. ISBN 978-0818501883
- Triandis, Harry S. 1976. Variations in Black and White Perceptions of the Social Environment. ISBN 978-0252005152
- Triandis, Harry S. 1972. Analysis of Subjective Culture: An Approach to Cross-cultural Social Psychology. ISBN 978-0471889052
- Triandis, Harry S. 1971. Attitude and Attitude Change. ISBN 978-0471888314